# (84719) 2002 VR128
(84719) 2002 VR128 ist ein großes transneptunisches Objekt im Kuipergürtel, das bahndynamisch als Plutino eingestuft wird. Aufgrund seiner Größe ist der Asteroid ein Zwergplanetenkandidat.

## Entdeckung
2002 VR128 wurde am 3. November 2002 von Chad Trujillo und Mike Brown (offiziell) sowie Eleanor „Glo“ Helin, Steven Pravdo, Kenneth Lawrence und Michael Hicks im Rahmen des Near-Earth-Asteroid-Tracking-Projekts (NEAT) mit dem 1,2-m-Oschin-Schmidt-Teleskop am Palomar-Observatorium (Kalifornien) entdeckt. Die Entdeckung wurde am 21. November 2002 zusammen mit Máni und 2002 QX47 bekanntgegeben, der Planetoid erhielt von der IAU die Kleinplaneten-Nummer 84719.
Nach seiner Entdeckung ließ sich 2002 VR128 auf Fotos bis zum 1. Oktober 1983, die im Rahmen des Digitized-Sky-Survey-Programmes am Siding-Spring-Observatorium (Australien) gemacht wurden, zurückgehend identifizieren und so seinen Beobachtungszeitraum um 19 Jahre verlängern, um so seine Umlaufbahn genauer zu berechnen. Im April 2017 lagen insgesamt 128 Beobachtungen über einen Zeitraum von 32 Jahren vor. Die bisher letzte Beobachtung wurde im Dezember 2017 am Lowell-Observatorium durchgeführt. (Stand 3. März 2019)

## Eigenschaften

### Umlaufbahn
2002 VR128 umkreist die Sonne in 246,35 Jahren auf einer leicht elliptischen Umlaufbahn zwischen 28,83 AE und 49,77 AE Abstand zu deren Zentrum. Die Bahnexzentrizität beträgt 0,266, die Bahn ist 14,03° gegenüber der Ekliptik geneigt. Derzeit ist der Planetoid 39,88 AE von der Sonne entfernt. Das Perihel durchlief er das letzte Mal 1965, der nächste Periheldurchlauf dürfte also im Jahre 2212 erfolgen.
Ähnlich wie Pluto und Huya gehört 2002 VR128 in die Gruppe der Planetoiden, die die Umlaufbahn von Neptun kreuzen, der Sonne also näher als dieser kommen, auch wenn sie aufgrund der 2:3–Bahnresonanz von Neptun kontrolliert werden. 2002 VR128 ist nach derzeitigem Wissensstand nach Pluto und vor Huya das zweitgrößte Plutino dieses Typs.
Sowohl Marc Buie (DES) als auch das Minor Planet Center klassifizieren den Planetoiden als Plutino; letzteres führt ihn auch als Nicht-SDO und allgemein als «Distant Object».

### Größe
Derzeit wird von einem Durchmesser von 448,5 km ausgegangen, basierend auf einem Rückstrahlvermögen von 5,2 % und einer absoluten Helligkeit von 5,58 m. Ausgehend von einem Durchmesser von 448,5 km ergibt sich eine Gesamtoberfläche von etwa 632.000 km². Die scheinbare Helligkeit von 2002 VR128 beträgt 21,51 m, die mittlere Oberflächentemperatur wird anhand der Sonnenentfernung auf 44 K (−229 °C) geschätzt.
Da anzunehmen ist, dass sich 2002 VR128 aufgrund seiner Größe im hydrostatischen Gleichgewicht befindet und somit weitgehend rund sein muss, sollte er die Kriterien für eine Einstufung als Zwergplanet erfüllen. Mike Brown geht davon aus, dass es sich bei 2002 VR128 um möglicherweise einen Zwergplaneten handelt.
Anhand von Lichtkurvenbeobachtungen erscheint die Oberfläche im sichtbaren Licht rötlich.
| Jahr                                         | Abmessungen km     | Quelle        |
| -------------------------------------------- | ------------------ | ------------- |
| 2012                                         | 448,5 +042,1−043,2 | Mommert u. a. |
| 2018                                         | 459,0              | Brown         |
| Die präziseste Bestimmung ist fett markiert. |                    |               |